# پوتوویلا
پوتوویلا (به لاتین: Pothuwila) یک منطقهٔ مسکونی در سری‌لانکا است که در استان شمال غربی، سری‌لانکا واقع شده‌است. پوتوویلا ۱۲۰ متر بالاتر از سطح دریا واقع شده‌است.